# Naruto: Ultimate Ninja 3
Naruto: Ultimate Ninja 3 anche conosciuto come Naruto: Narutimate Hero 3 (ＮＡＲＵＴＯ－ナルト－ナルティメットヒーロー3?, Naruto: Narutimetto Hīrō 3) è un videogioco prodotto da Bandai nel 2005 per PlayStation 2, tratto dal famoso manga e anime Naruto di Masashi Kishimoto. Il videogioco è uscito in Giappone il 22 dicembre 2005, nel Nord America il 25 marzo 2008, in Australia, Nuova Zelanda e Italia il 15 settembre 2008, in Inghilterra il 1º gennaio 2009.
È un picchiaduro, il terzo della serie Ultimate Ninja e il primo a ricoprire tutta la prima serie di Naruto (fino all'epico scontro tra l'omonimo protagonista e Sasuke Uchiha nella Valle della Fine).

## Modalità di gioco
Tra le altre novità, la possibilità di trasformarsi durante il combattimento, di far scontrare mosse come ad esempio il Chidori e il Rasengan, quella di interrompere le tecniche segrete degli avversari, e una nuova modalità di gioco dove nei panni di Naruto Uzumaki si potranno svolgere missioni, viaggiare per il villaggio e provare divertenti minigiochi (come la corsa sull'albero con Sakura, la sfida di Rock Lee o il lancio degli shuriken con Tenten. Vi è anche la possibilità di cominciare lo scontro con il personaggio scelto già nello stadio di trasformazione, selezionandolo mentre si tiene premuto il tasto select. Si potrà quindi scegliere di cominciare con Naruto Modalità Volpe a Nove Code 2, Sasuke Modalità Segno Maledetto Secondo Livello, Rock Lee Modalità Pugno Debole e così via.

## Personaggi giocabili
Appaiono per la prima volta come personaggi giocabili, oltre al Quartetto del suono e a Kimimaro, Anko Mitarashi, Hanabi Hyuga, Asuma Sarutobi, Kurenai Yuhi, Il primo Hokage, Il secondo Hokage, Konohamaru e Il Fulmine Giallo, Naruto in modalità Volpe a Nove Code 2 e Sasuke in modalità Segno maledetto secondo livello.
- Naruto Uzumaki (Modalità Volpe a Nove Code 2)
- Sasuke Uchiha (Modalità Segno maledetto secondo livello)
- Sakura Haruno
- Neji Hyuga
- Rock Lee (Modalità Pugno debole)
- Tenten
- Shikamaru Nara
- Choji Akimichi (Modalità Super Choji)
- Ino Yamanaka
- Kiba Inuzuka
- Shino Aburame
- Hinata Hyuga
- Kakashi Hatake
- Gai Maito
- Jiraiya
- Il terzo Hokage
- Tsunade
- Shizune
- Asuma Sarutobi
- Kurenai Yuhi
- Anko Mitarashi
- Gaara della Sabbia (Modalità Posseduto)
- Kankuro
- Temari
- Orochimaru
- Kabuto Yakushi
- Jirobo (Modalità Segno maledetto secondo livello)
- Kidomaru (Modalità Segno maledetto secondo livello)
- Tayuya (Modalità Segno maledetto secondo livello)
- Sakon (Modalità Segno maledetto secondo livello)
- Kimimaro (Modalità Segno maledetto secondo livello)
- Itachi Uchiha
- Kisame Hoshigaki
- Zabuza Momochi
- Haku
- La Bestia verde
- Anbu Kakashi
- Hanabi Hyuga
- Il primo Hokage
- Il secondo Hokage
- Konohamaru
- Il Fulmine Giallo

## Accoglienza
La rivista Play Generation diede al gioco un punteggio di 84/100, trovando i combattimenti semplici, immediati e fedeli all'anime mentre le modalità ed i personaggi inediti lo rendevano il capitolo più completo.